# José Sánchez Rosa
José Sánchez Rosa (Grazalema, 22 octobre 1864 - Séville, 31 juillet 1936) était un responsable syndical et travailleur anarchiste membre de la Confédération nationale du travail, en plus d'être un pédagogue libertaire fondateur d'écoles rationalistes en Andalousie. Il était fils de cordonnier.

## Biographie
Il s'est tout de suite distingué par son implication intellectuelle: un goût pour la lecture et une capacité d'apprentissage qui lui permettait déjà à 13 ans de lire les journaux à ses collègues de travail, ce qui à l'époque était habituel pour contribuer à l'instruction de la classe ouvrière. Jeune déjà il participait au mouvement ouvrier de l'époque, lié à la Première Internationale (Association Internationale des Travailleurs, AIT).
Il fut accusé d'incitation à l'insurrection paysanne à Jerez de la Frontera de 1892, ce qui le conduisit en prison jusqu'en 1901.
Durant les premières décennies du XXe siècle son travail a été remarquable comme propagandiste de l'anarchisme et de l'anarcho-syndicalisme dans toute l'Andalousie. Il fut disciple de Fermín Salvochea.

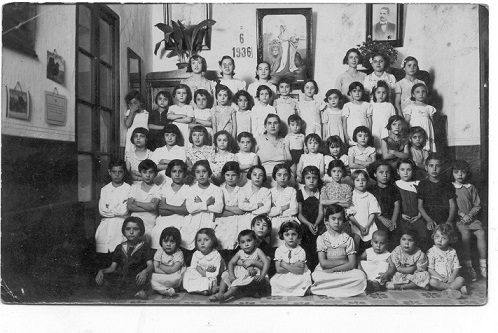
École Sánchez Rosa 2

Au début du XXe siècle il a créé plusieurs écoles rationalistes - suivant le modèle éducatif libertaire de l'époque - à Los Barrios, Aznalcóllar, et en 1911 à Séville même, dans le fameux quartier Triana, avec la collaboration de sa compagne, Ana Villalobos, et de sa fille Paca.
Son modèle éducatif suivait la tendance proposée par Francisco Ferrer Guardia dans l'Escuela moderna de Barcelone par l'enseignement mixte, le laïcisme, l'éducation scientifique et rationaliste et l'internationalisme.
L'influence de Sánchez Rosa sur la classe ouvrière andalouse fut remarquable principalement grâce à la diffusion de ses brochures qui rencontraient un grand succès parmi les travailleurs. Beaucoup de ces travailleurs ont appris à lire et à écrire, ou ont acquis leurs premières notions de mathématiques grâce à des œuvres comme Aritmética del obrero ou La Gramática del obrero, qu'il a publiées avec sa maison d'édition Biblioteca del Obrero (bibliothèque de l'ouvrier).

## Exécuté par les nationalistes en 1936
Il fut fusillé à Séville en 1936 par les troupes franquistes qui conquirent la ville tout de suite après le soulèvement nationaliste des 17 et 18 juillet 1936 en Espagne.
Sánchez Rosa était très connu dans les milieux révolutionnaires et n'a pas pu fuir l'oppression, bien qu'il se soit dédié plus à l'éducation et à la propagande qu'à l'action directement révolutionnaire proprement dite.